# Giambattista Casoni
Giambattista Casoni (Bologna, 31 ottobre 1830 – Bologna, 4 agosto 1919) è stato un giornalista e politico italiano.
Fu tra i protagonisti della storia del movimento cattolico italiano nel periodo successivo al 1870.

## Biografia
Nasce a Bologna il 31 ottobre 1830. Durante l'infanzia perde il padre, Giuseppe. Alla sua educazione provvede il fratello del padre, don Francesco, canonico della Basilica di San Petronio, che fu per il Casoni "padre, educatore, benefattore". Compie gli studi liceali nel Seminario arcivescovile di Bologna, poi si laurea in legge all'Università di Bologna nel 1851.
Nel 1848, a diciott'anni, inizia l'attività politica. Prende parte al movimento dei “costituzionali pontifici”, sostenitori dell'iniziativa di Pio IX, che aveva concesso il 14 marzo lo Statuto. Alla fine dello stesso anno, il movimento si spacca in conseguenza della presa del potere dei liberali rivoluzionari a Roma (Repubblica romana). Casoni è tra coloro che mantengono la fedeltà a Pio IX, in esilio a Gaeta, ospite del re di Napoli.
Nel 1850 partecipa, a Bologna, alla fondazione della Società Cattolico-Italiana; nel 1853 è tra i fondatori dell'Accademia di San Tommaso d'Aquino. Nel 1855 il nuovo arcivescovo, il cardinale Michele Viale Prelà (1798-1860), lo nomina vicecancelliere per il foro civile della Curia felsinea; Casoni rimarrà per lungo tempo il consulente legale della Curia (anche dopo il 1859). Nei primi anni sessanta rende i suoi servizi in difesa del vicario capitolare monsignor Antonio Canzi, accusato (dal governo italiano) di aver negato la sepoltura ecclesiastica a un consigliere del tribunale d'appello e di aver dato esecuzione a una Bolla pontificia senza l'exequatur dell'autorità civile. Al termine del processo, che all'epoca fece scalpore, Canzi verrà condannato a tre anni di prigione.
Nel 1858, con i colleghi dell'Accademia di San Tommaso, fonda «L'Osservatore bolognese», giornale cattolico, schierato in difesa delle prerogative del pontefice e contro la diffusione delle idee liberali. Il primo direttore è il canonico Francesco Battaglini, presidente dell'Accademia; Casoni è il redattore principale del giornale. Con la fine del governo pontificio nelle Legazioni, il 10 giugno 1859, il giornale viene soppresso. Casoni non rimane fermo: scrive, sotto pseudonimo, due pamphlet: Il Papa e la sua potenza, del quale nella sola città di Bologna sono vendute settemila copie, e Il Papato e l'Italia. Pensieri di un giovane cattolico italiano. 
Tra il 1861 e il 1863 è impegnato nella redazione dell'«Eco delle Romagne» nonché nella stesura di alcuni opuscoli di 32 pagine pubblicati nella collana «Piccole letture cattoliche» ideata da Giovanni Acquaderni. Tra i titoli si segnalano La Chiesa e lo Stato, Il Papa-Re, Gli amici e i nemici del Papa-Re e La Madonna di S. Luca: scene storiche (tutti del 1863). Alla fine del 1863 l'«Eco delle Romagne» viene soppresso perché inviso al governo. Casoni non demorde e fonda, con Giulio Cesare Fangarezzi, il nuovo quotidiano «Il patriota cattolico», che esce il 31 gennaio 1864. Collabora all'altro periodico di Fangarezzi, il mensile «Il Conservatore», nato l'anno precedente.
In questi anni Giambattista Casoni viaggia molto per l'Italia al fine di stringere relazioni con persone che, come lui, difendono la causa dell'indipendenza del pontefice; conosce il segretario di Stato di Pio IX, il cardinale Giacomo Antonelli, lo storico Cesare Cantù, il diplomatico Antonio Brignole Sale, il conte Clemente Solaro della Margarita. Intraprende anche viaggi all'estero (Francia, Inghilterra, Svizzera, Germania, Paesi Bassi) per incontrare le migliori menti del pensiero cattolico europeo. Partecipa al Congresso Cattolico internazionale di Malines (Belgio) come membro della delegazione italiana (agosto 1863).
Membro tra i più autorevoli del cattolicesimo intransigente italiano, partecipa nel 1865 alla fondazione della «Società cattolica per la difesa della libertà della Chiesa in Italia». Si tratta della prima associazione di laici cattolici a livello nazionale. Giulio Cesare Fangarezzi è il presidente, Casoni è il segretario. Nello stesso anno Casoni si presenta candidato alle elezioni parlamentari nel seggio di San Giovanni in Persiceto e a Bettola, non venendo però eletto.
Nel 1866 la neonata associazione incappa nella repressione governativa che coincide con l'entrata in guerra dell'Italia contro l'Austria (Terza guerra d'indipendenza). Contestualmente vengono soppressi «Il patriota cattolico» e «Il Conservatore». Fangarezzi si rifugia in Svizzera, Casoni ripara a Roma, nello Stato Pontificio.
Durante il soggiorno nell'Urbe, Casoni entra nella redazione de «L'Osservatore Romano», raggiungendo in breve tempo una posizione di primo piano. Rientrato a Bologna nel 1867, collabora con Giovanni Acquaderni e la sua Società della Gioventù Cattolica. Riceve l'incarico di promuovere la fondazione di un organismo che riunisca e indirizzi le associazioni cattoliche sparse per l'Italia. Il lavoro viene portato a compimento nel 1874: l'organismo prende il nome di Opera dei congressi e dei comitati cattolici. Nel 1876 Casoni è nominato membro del Comitato Permanente (ovvero della direzione) dell'Opera. L'anno seguente assume la carica di Segretario.
Continua, nel frattempo, il suo impegno giornalistico. A Bologna mancava da due anni un giornale cattolico. Nel 1868 nasce «L'Ancora»: Casoni collabora alla testata (che contribuisce a fondare) per undici anni e nel 1875 fonda e dirige «La Rivista Felsinea», che dopo un anno prende il nome de «L'Araldo». Nello stesso tempo è impegnato in un numero notevole di opere di carità: dalla Società operaia di mutuo soccorso al Circolo di San Petronio, dalla Conferenza di San Vincenzo al Collegio dell'Immacolata, di cui è direttore per sette anni. Nel 1878 viene fondato il quotidiano dei cattolici intransigenti bolognesi, «L'Unione», che sostituisce «L'Araldo». Casoni svolge fin dal principio un ruolo di primo piano nella fattura del giornale. Negli anni ottanta il suo impegno maggiore è dedicato all'Opera dei Congressi, creando nuovi comitati regionali in tutta Italia. Nel 1889 Casoni viene eletto vicepresidente dell'Opera.
Nel 1890 Casoni è chiamato alla direzione de «L'Osservatore Romano», il quotidiano della Santa Sede. Si trasferisce quindi a Roma, lasciando ogni incarico in seno all'Opera dei Congressi. Nelle parole del pontefice Leone XIII, Casoni viene scelto "non solo in considerazione dei servigi da lei resi alla causa cattolica e della fermezza dei suoi principii, ma ben anche pel modo corretto e dignitoso, col quale ella ha sempre difesa quella causa e propugnati questi principii".
Inizia a firmare il quotidiano il 16 giugno di quell'anno. Conserverà la direzione de «L'Osservatore» fino al 1901.
Tornato a Bologna, si rimette a disposizione dell'Opera di Congressi, fino al suo scioglimento, avvenuto nel 1904. Successivamente continua a dedicarsi ad opere di carità e di assistenza sociale.
Giambattista Casoni muore a Bologna il 4 agosto 1919.

## Onorificenze
Venne nominato cavaliere da Pio IX e 

## Opere
- Roma e Parigi. Bologna, Direzione delle piccole letture cattoliche, 1862
- Il Belgio e la Germania, Direzione delle piccole letture cattoliche, 1863
- La libertà della chiesa in Italia: considerazioni e avvertenze dell'avvocato Giambattista Casoni. Bologna, Tipografia Mareggiani, 1863;
- Un nuovo trionfo della chiesa e del papato nell'11 aprile 1869: considerazioni dell'avvocato Giambattista Casoni. Bologna, Direzione delle piccole letture cattoliche, 1869;
- La sovranita temporale del Papa e l'unita nazionale d'Italia: Brevi considerazioni. Bologna, Soc. Tip. gia Compositori, 1886;
- Cinquant'anni di giornalismo (1846-1900): ricordi personali dell'avvocato Giambattista Casoni. Bologna, Monti, 1907; versioni digitalizzate: 1 - 2;
- Pio IX e Vittorio Emanuele II: ricordi personali. Bologna, Libreria Matteuzzi, 1910 (U. Berti e C.).